# 우치하라촌
우치하라촌(内原村)은 와카야마현 히다카군에 있던 촌이다. 현재의 히다카정 동부에 해당한다.

## 역사
- 1889년 4월 1일 - 정촌제 시행에 의해 2촌의 구역을 가지고 성립하였다.
- 1954년 10월 1일 - 시가촌, 히이자키촌과 합병해 히다카정이 성립하여, 동일 우치하라촌은 폐지되었다.

## 교통

### 철도
- 일본국유철도
  - 기세이 서선 (현 기세이 본선)

### 도로
- 국도 제170호선 (현:국도 제42호선

## 참고문헌
- 『가도카와 일본 지명 대사전 30 和歌山県』